# Pierre Rosenberg
Pierre Rosenberg (13 de abril de 1936) es un conservador de museos e historiador del arte francés nacido en París. Es miembro de la Academia Francesa en la que ocupa el asiento número 23 desde 1995; sucedió en tal silla a Henri Gouhier.

## Datos biográficos
Pierre Rosenberg ha hecho su carrera en el Museo del Louvre, como conservador y más tarde como presidente y director del museo de  1994 a 2001. Conocedor del arte pictórico moderno, es reconocido como uno de los especialistas en Nicolas Poussin. Fue elegido a la Academia Francesa el 7 de diciembre de 1995, para ocupar el siento número 23 que había ocupado Henri Gouhier hasta su muerte. Es esposo de Beatriz de Rothschild. 
Durante la Segunda Guerra Mundial logró refugiarse en Lot-et-Garonne y en la Gironda, junto con sus padres. Pierre Rosenberg hizo sus estudios en el Liceo Charlemagne de París. Obtuvo después una licenciatura en derecho y un diploma de la Escuela del Louvre. Ingresó al museo en 1962 como asistente al departamento de pintura.  Ocupó diferentes puestos hasta llegar a ser conservador general de pintura moderna en el propio museo.
Es miembro honorífico del Observatorio del Patrimonio Religioso de Francia (OPR), una asociación multiconfesional que abre el patrimonio cultural religioso francés a la difusión y al mismo tiempo a su preservación.
Hizo estudios en la Universidad de Yale, como beneficiario de la beca Focillon (1961-1962); también estudió en el Instituto de Estudios Avanzados de la Universidad de Princeton (1977) y en la Universidad de Cambridge (1986), como titular de la cátedra Slade. Fue profesor en la Escuela del Louvre de 1970 a 1971, y presidente de la Sociedad de Historia y Arte francesa (1982-1984) y del Comité francés de historia del arte (1984). Fue miembro del comité de redacción de la Revue de l’Art desde su fundación en 1969.  y colaboró con la Revue du Louvre. Desde octubre de 1994 hasta abril de 2001, fue el presidente y director del Museo del Louvre.
Es miembro de la Academia Francesa y de la American Academy of Arts and Sciences. También de la American Philosophical Society (Filadelfia) y miembro honorario de la Royal Academy (Londres), entre otras asociaciones y academias internacionales de arte.

## Obra
(en francés)
- Jean Restout (1692-1768): Musée des Beaux-arts de Rouen, juin-septembre 1970, avec Antoine Schnapper, Rouen, 1970
- Le XVII ème s. français, Paris, éditions Princesse, 1976 OCLC 26908615
- Le Chat et la Palette : le chat dans la peinture occidentale du XV au XX siècle, avec Élisabeth Foucart-Walter, Paris, Biro, 1987
- Catalogue raisonné des dessins de Poussin, avec Louis-Antoine Prat, Milán, éditions Léonardo, prix XVIIe siècle en 1995
- Du dessin au tableau : Poussin, Watteau, Fragonard, David et Ingres, Paris, Flammarion, 2001 OCLC 48449212
- Jacques-Louis David 1748-1825. Catalogue raisonné des dessins, avec Louis-Antoine Prat, Milan, éditions Leonardo Arte, 2002, 2 vol. OCLC 51105812
- De Raphaël à la Révolution. Les relations artistiques entre la France et l’Italie, Milan, Skira, 2005  ISBN 88-7624-006-3
- Dictionnaire amoureux du Louvre, Paris, Plon, 2007 ISBN 978-2-286-04003-1
- Venise, Arlés, Actes Sud, 2011 ISBN 978-2-7427-9660-1

## Reconocimientos
- Oficial de la Legión de Honor
- Caballero del Orden Nacional del Mérito
- Caballero de las Artes y las Letras
- Gran Oficial de la Orden del Mérito de la República Italiana
- Comendador de la Orden del Mérito de la República Alemana